# Shanghai Golden Grand Prix 2012
Shanghai Golden Grand Prix 2012 byl lehkoatletický mítink, který se konal 19. května 2012 v čínském městě Šanghaji. Byl součástí série mítinků Diamantová liga.

## Výsledky
- Archiv výsledků zde [1]

### Muži
| Disciplína     | 1. místo                       | 2. místo                  | 3. místo                 |
| 100 m          | Asafa Powell 10,02             | Michael Rodgers 10,08     | Nesta Carter 10,16       |
| 800 m          | Leonard Kirwa Kosencha 1:46,04 | Timothy Kitum 1:46,20     | André Olivier 1:46,74    |
| 5000 m         | Hagos Gebrehiwot 13:11,00      | Thomas Longosiwa 13:11,73 | John Kipkoech 13:12,66   |
| 110 m překážek | Liou Siang 12,97               | David Oliver 13,13        | Jason Richardson 13,16   |
| 400 m překážek | Angelo Taylor 48,98            | Justin Gaymon 49,07       | Čcheng Wen 49,59         |
| Skok o tyči    | Jang Jen-šeng 565 cm           | Björn Otto 565 cm         | Malte Mohr 555 cm        |
| Trojskok       | Phillips Idowu 17,24 m         | Will Claye 17,12 m        | Christian Taylor 16,96 m |
| Vrh koulí      | Reese Hoffa 20,98 m            | Dylan Armstrong 20,93 m   | Ryan Whiting 20,73 m     |
| Hod oštěpem    | Vítězslav Veselý 85,40 m       | Matthias de Zordo 81,62 m | Ari Mannio 80,91 m       |

### Ženy
| Disciplína      | 1. místo                            | 2. místo                           | 3. místo                     |
| 200 m           | Veronica Campbellová-Brownová 22,50 | Carmelita Jeterová 22,62           | Blessing Okagbareová 22,71   |
| 400 m           | Novlene Williamsová-Millsová 50,00  | Amantle Montshoová 50,83           | Kaliese Spencerová 51,81     |
| 1500 m          | Genzebe Dibabaová 3:57,77           | Abeba Aregawiová 3:59,23           | Ibtissam Lakhouadová 4:01,69 |
| 3000 m překážek | Milcah Chemos Cheywaová 9:15,81     | Sofia Assefaová 9:16,83            | Lidya Chepkuruiová 9:22,66   |
| Skok do výšky   | Chaunté Loweová 192 cm              | Čeng Sing-ťüan 192 cm              | Marina Aitovová 188 cm       |
| Skok daleký     | Janay DeLoachová 673 cm             | Blessing Okagbareová 664 cm        | Funmi Jimohová 653 cm        |
| Hod diskem      | Sandra Perkovićová 68,24 m          | Stephanie Brown-Traftonová 64,20 m | Dani Samuelsová 62,34 m      |